# سهل بن قيس
سهل بن قيس بن أبي كعب الخزرجي الأنصاري صحابي جليل من قبيلة الخزرج من الأنصار شهد مع النبي محمد ﷺ غزوة بدر وغزوة أحد وقُتِل فيها شهيداً.